# Genetyka molekularna
Genetyka molekularna – dział biologii, zajmujący się genetyką na poziomie biologii molekularnej. Genetyka molekularna bada złożone procesy biokatalitycznych reakcji chemicznych, dzięki którym powstają geny, dochodzi do ich ekspresji i przekazywana jest informacja genetyczna.
Metodycznie genetyka molekularna zbliżona jest do biologii molekularnej, co odróżnia ją od innych dziedzin genetyki: klasycznej, populacyjnej czy ekologicznej.
Jednym z istotnych przedsięwzięć genetyki molekularnej jest projekt poznania ludzkiego genomu.

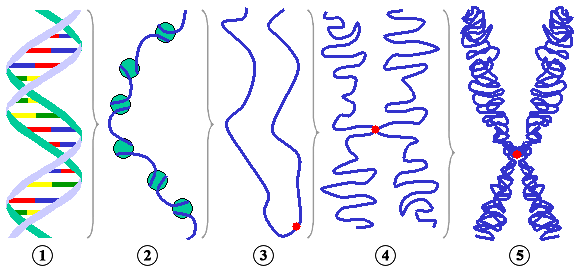
Kolejne stopnie upakowania materiału genetycznego

## Rys historyczny
Nowoczesna genetyka stara się zrozumieć proces dziedziczenia, a za jej prekursora uważa się niemiecko-czeskiego zakonnika i naukowca Grzegorza Mendla, który w 1866 po raz pierwszy opisał podstawowe prawa dziedziczenia cech. Rezultaty prac Mendla nie były rozumiane do czasu jego śmierci, kiedy to inni naukowcy, pracujący nad podobnymi zagadnieniami ponownie odkryli jego badania. Po ponownym odkryciu jego prac, naukowcy starali się określić, które molekuły w komórkach były odpowiedzialne za dziedziczenie. W 1910 Thomas Hunt Morgan, bazując na obserwacjach udowodnił, że geny mają związek z chromosomami. W 1913 jego student – Alfred Sturtevant użył fenomenu genetycznego łączenia, aby pokazać, że geny są rozmieszczone liniowo na chromosomach.
Pomimo iż było jasne, że geny egzystują w chromosomach, a chromosomy składają się z białek (zasadowych histonów, które są integralną częścią nukleosomów, tworzących włókna chromatynowe) i DNA, uczeni nie wiedzieli, które elementy są odpowiedzialne za dziedziczenie. W 1928 Frederick Griffith odkrył fenomen transformacji, a mianowicie, iż martwa bakteria mogła przenieść materiał genetyczny, aby „przetransformować” inną wciąż żyjącą bakterię. 16 lat później w 1944 Oswald Theodore Avery, Colin McLeod i Maclyn McCarty zidentyfikował molekułę, odpowiedzialną za transformację – DNA. Eksperyment przeprowadzony w 1952 przez Hershey–Chase także pokazał, że DNA jest materiałem genetycznym wirusów, które zarażają bakterie, dostarczając dalszych dowodów, że DNA jest molekułą odpowiedzialną za dziedziczenie.
James D. Watson i Francis Crick określili strukturę DNA w 1953 przy użyciu pracy krystalografii promieniami X Rosalindy Franklin, która wskazywała, że DNA ma strukturę spiralną (w formie korkociagu). Ich model podwójnej helisy ma dwa włókna DNA. Ta struktura pokazywała, że informacja genetyczna istnieje w sekwencji nukleotydów na każdym włóknie DNA i sugerowała łatwą metodę dla duplikacji: jeśli włókna są oddzielone, nowe włókna mogą być zrekonstruowane na podstawie sekwencji starych włókien.
Pomimo iż struktura DNA wskazywała na to, jak funkcjonuje dziedziczenie, w dalszym ciągu nie wiadomo było, jak DNA wpływa na zachowanie komórek. W kolejnych latach naukowcy próbowali zrozumieć, jak DNA kontroluje proces produkcji białek. Odkryto, że komórki używają DNA, jako szablonu do tworzenia nici RNA (molekuły z nukleoidami, bardzo podobnej do DNA) w procesie zwanym transkrypcją. Sekwencja nukleotydowa nici RNA jest używana w celu tworzenia sekwencji aminokwasów w białku w procesie translacji. Przekład między nukleotydami, a sekwencjami aminokwasów w białku jest znany, jako kod genetyczny.
W 1977 Frederick Sanger odkrył terminację łańcucha sekwencjonowania DNA. Ta technologia pozwala naukowcom czytać sekwencje nukleotydową cząsteczki DNA. W 1983 Kary Banks Mullis odkrył reakcje łańcucha polimerazy, dostarczając łatwy sposób do izolacji i wzmocnienia specyficznej sekcji DNA z mieszanki. Dzięki wspólnemu wysiłkowi w ramach projektu Human Genome Project i jednoczesnych wysiłków Celera Genomics, te oraz inne badania osiągnęły szczyt w sekwencjonowaniu ludzkiego genomu w 2003.

Struktura chemiczna DNA. Wiązania wodorowe są zaznaczone linią przerywaną.

## Molekularna podstawa dziedziczenia
Molekularną podstawą genów jest kwas deoksyrybonukleinowy (DNA). DNA jest zbudowane z łańcucha nukleotydów, które dzielą się na cztery rodzaje: adenina (A), cytozyna (C), guanina (G), tymina (T). Informacja genetyczna znajduje się w sekwencji tych nukleotydów i geny egzystują jako odcinki sekwencji wzdłuż pierścienia DNA. Wirusy są jedynym wyjątkiem tej zasady – czasem wirusy wykorzystują uproszczoną w budowie cząsteczkę RNA zamiast DNA jako ich materiał genetyczny. Według jednej z klasycznych zasad genetyki molekularnej informacja genetyczna powinna płynąć w jednym kierunku: od DNA do RNA (transkrypcja). Zasadę tę łamie enzym występujący w genomie retrowirusów (np. HIV) – odwrotna transkryptaza, która pozwala tworzyć nowe kopie RNA na matrycy istniejącego RNA oraz przepisywanie materiału genetycznego wirusa w postaci RNA na DNA gospodarza (czyli odwrotny kierunek transkrypcji).
Zazwyczaj DNA występuje jako cząsteczka o podwójnym włóknie skręcona w kształt podwójnej spirali. Każdy nukleotyd w DNA specjalnie pasuje do drugiego nukleotydu po drugiej stronie: A pasują do T, a C pasują do G. Tak więc w formie z dwoma włóknami każde włókno zawiera wszystkie niezbędne informacje. Taka struktura DNA jest fizyczną bazą dziedziczności: replika DNA kopiuje informację genetyczną poprzez rozszczepienie włókien i użycie każdego włókna jako szablon do syntezy nowego włókna.
Geny są umieszczone wzdłuż długich łańcuchów sekwencji DNA zwanymi chromosomami. U bakterii każda komórka ma pojedynczy okrężny chromosom, podczas gdy DNA organizmów eukariotycznych (zarówno roślin, jak i zwierząt) jest umieszczone w wielu podłużnych chromosomach. Takie nici DNA są często bardzo długie. Dla przykładu najdłuższy ludzki chromosom ma długość ok. 247 milionów par zasad. DNA chromosomu jest połączone z proteinami strukturalnymi, które organizują, ściskają i kontrolują dostęp do DNA tworząc materiał zwany chromatyną. U eukariotów zazwyczaj tworzy on nukleosomy, powtarzając jednostki DNA pozwijane dookoła jądra protein histonowych. Pełny zestaw materiału genetycznego organizmu (zazwyczaj związane sekwencje DNA wszystkich chromosomów) jest nazywany genomem.
Podczas gdy organizmy haploidalne mają tylko jedną kopię każdego chromosomu, większość zwierząt i wiele roślin są diploidalne i zawierają dwa chromosomy i zatem dwie kopie każdego genu. Dwa allele dla genu znajdują się w identycznym miejscu jak chromatyda siostrzana, każda allela dziedziczona po oddzielnym rodzicu.
Wyjątek pojawia się w sześciu chromosomach. U wielu zwierząt rozwinęły się wyspecjalizowane chromosomy, które odgrywają rolę w określeniu płci organizmu. U ludzi i innych ssaków chromosom Y ma bardzo mało genów i inicjuje rozwój męskich cech seksualnych, podczas gdy chromosom X jest podobny do innych chromosomów i posiada wiele genów niezwiązanych z determinacją płci. Żeńskie mają dwie kopie chromosomów X, męskie mają jedno Y i tylko jeden chromosom X – ta różnica w liczbie kopii chromosomu X prowadzi do nienaturalnej formy dziedzicznych zaburzeń sprzężonych z płcią.

## Niektórewyjątkiod klasycznych zasad genetyki molekularnej
- Jedną z podstawowych zasad genetyki molekularnej jest założenie, iż biokatalizatorami reakcji chemicznych zachodzących w komórce (enzymami) są zawsze cząsteczki białka. Regułę tą łamie rybozym (występuje u bakterii, eukariontów i wirusów), ponieważ jest to cząsteczka RNA, która może katalizować wycięcie określonego fragmentu samej siebie lub innej cząsteczki RNA. Przykładem jest jedna z cząsteczek rRNA (rybosomowego RNA) orzęska Tetrahymena pyriformis, która wycina z samej siebie część zbędną (intron)[13].
- Polimeraza RNA zależna od RNA to enzym, który pozwala tworzyć nowe kopie RNA na matrycy istniejącego RNA. Występuje on w genomie RNA-wirusów, do których należą retrowirusy. Łamie on zasadę, że informacja genetyczna „powinna” płynąć w jednym kierunku: od DNA do RNA[13].
- Zakodowanie polipeptydów, zawierających łącznie N aminokwasów „powinno” wymagać DNA o długości przynajmniej 3N par zasad. To kolejna podstawowa reguła genetyki molekularnej, która wynika z cechy kodu genetycznego: kod genetyczny jest niezachodzący. Jednak u niektórych wirusów, np. fag ΦX174 oraz w niektórych genach w mitochondriach – geny nachodzą na siebie. Fragmenty genomu odczytywane są dwukrotnie, z przesunięciem fazy odczytu o 1 lub 2 nukleotydy, co daje zupełnie różne białka i pozwala silnie upakować genom[13].
- Kod genetyczny jest zdeterminowany, czyli odpowiednia sekwencja DNA „powinna” jednoznacznie wyznaczać sekwencję aminokwasów w białku. Podczas transkrypcji zachodzącej w jądrze komórkowym informacja genetyczna jest przepisywana z DNA na mRNA. Jednak w czasie procesu redagowania RNA (u eukariontów) w mRNA (informacyjnym RNA) pewne nukleotydy mogą zostać zamienione na inne, co jest odstępstwem od wyżej wymienionej zasady, a zarazem cechy kodu genetycznego[13].
- Sekwencja aminokwasów w peptydzie „powinna” być zakodowana w DNA, a synteza białek odbywać się na matrycy RNA w rybosomach. Zasady tej jednak nie trzymają się krótkie polipeptydy u niektórych bakterii, np. Bacillus brevis. Pewne polipeptydy są syntetyzowane u nich wprost z aminokwasów przez specjalne kompleksy enzymatyczne, dotyczy to np. antybiotyku gramicydyny[13].
- Samopowielające się czynniki zakaźne „powinny” zawierać kwas nukleinowy, jako nośnik informacji genetycznej. Priony łamią tę zasadę. Są to zmienione formy białka, które katalizują zmianę konformacji (kształtu przestrzennego) zdrowej formy białka na konformację prionową. Białko o zmienionej konformacji jest trwałe i łatwo zakaża inne komórki. Priony wywołują wiele groźnych i rzadkich, specyficznych chorób mózgu[20], np. scrapie u owiec[20], BSE u krów (choroba szalonych krów), a u ludzi śmiertelną dziedziczną bezsenność, chorobę kuru (kanibale na Nowej Gwinei)[21] i nowy wariant choroby Creutzfeldta-Jacoba[13].